# Långegöl (Åseda socken, Småland)
Långegöl är en sjö i Uppvidinge kommun i Småland och ingår i Alsteråns huvudavrinningsområde.